# Murowana Goślina (gromada)
Murowana Goślina – dawna gromada, czyli najmniejsza jednostka podziału terytorialnego Polskiej Rzeczypospolitej Ludowej w latach 1954–1972.
Gromady, z gromadzkimi radami narodowymi (GRN) jako organami władzy najniższego stopnia na wsi, funkcjonowały od reformy reorganizującej administrację wiejską przeprowadzonej jesienią 1954 do momentu ich zniesienia z dniem 1 stycznia 1973, tym samym wypierając organizację gminną w latach 1954–1972.
Gromadę Murowana Goślina z siedzibą GRN w mieście Murowanej Goślinie (nie wchodzącym w skład gromady) utworzono – jako jedną z 8759 gromad na obszarze Polski – w powiecie obornickim w woj. poznańskim, na mocy uchwały nr 31/54 WRN w Poznaniu z dnia 5 października 1954. W skład jednostki weszły obszary dotychczasowych gromad Mściszewo i Trojanowo ze zniesionej gminy Murowana Goślina w tymże powiecie. Dla gromady ustalono 9 członków gromadzkiej rady narodowej.
1 stycznia 1960 do gromady Murowana Goślina włączono obszary zniesionych gromad Białężyn, Boduszewo i Wojnowo w tymże powiecie.
Gromada przetrwała do końca 1972 roku, czyli do kolejnej reformy gminnej. 1 stycznia 1973 w powiecie obornickim reaktywowano gminę Murowana Goślina.